# Winston McCall
Winston Thomas McCall (Byron Bay, 6 de septiembre de 1982) es un músico australiano, es popularmente reconocido tras el vocalista y fundador de la banda de metalcore Parkway Drive y banda hardcore punk Rain Dogs y hermano mayor del vocalista de la banda hardcore punk 50 Lions.

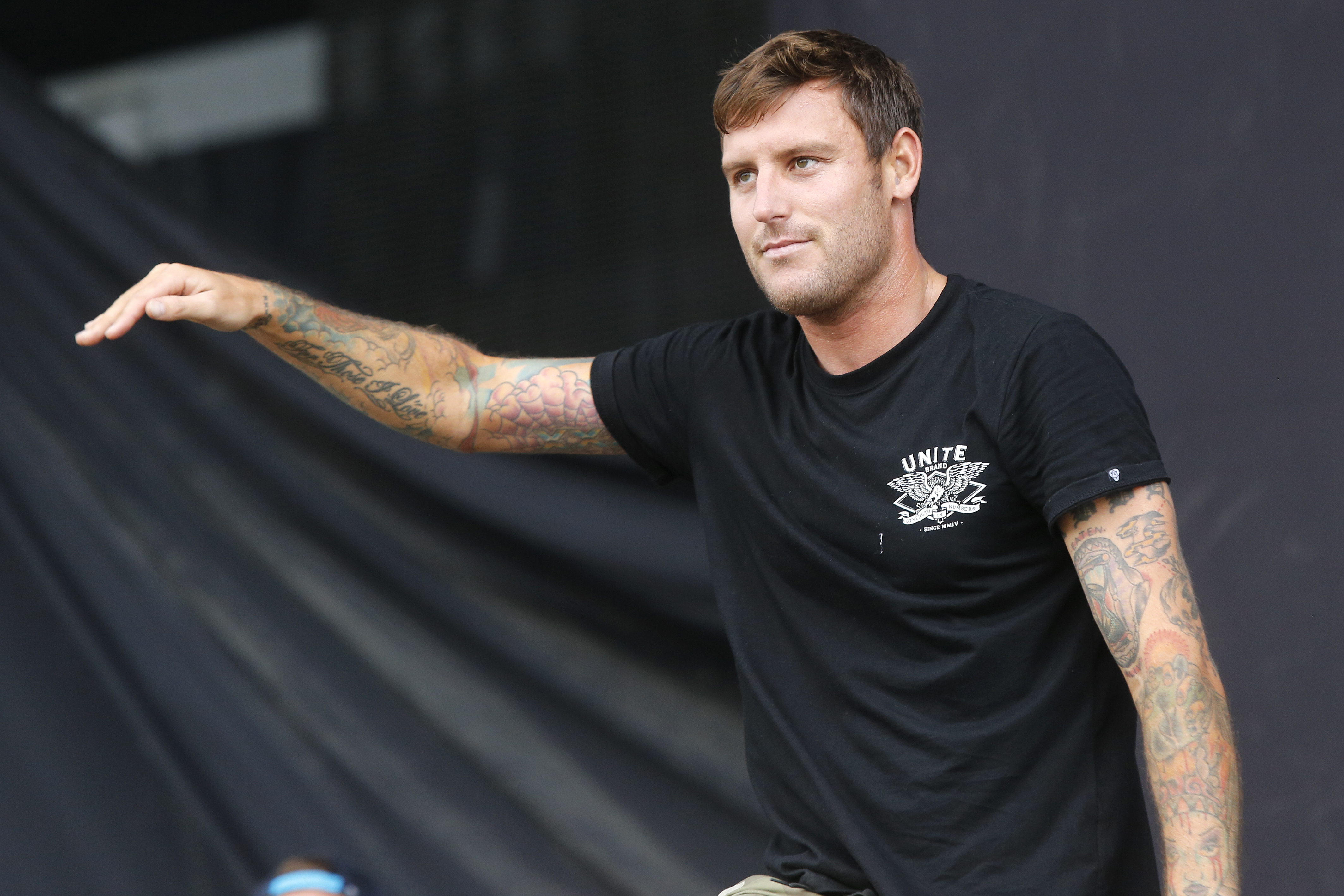
Winston McCall en Nova Rock Festival 2013, Australia

McCall ha lanzado siete álbumes de estudio con Parkway Drive: Killing with a Smile, Horizons, Deep Blue , Atlas, "IRE", Reverence y Darker Still,  mientras que en Rain Dogs con quien lo formó con el bajista Kevin Call (ex-Comeback Kid) lanzó solamente un demo en 2013.
En 2011, McCall prestó su voz como invitado de la banda hardcore punk The Warriors, en el álbum de estudio See How You Are, también ayudó en la pista Time is Money de la banda You Me at Six en el álbum Sinners Never Sleep, y por último colabora en el álbum de Skyway llamado Finders Keepers.
Winston McCall aparece como músico invitado en la canción Departure (Death) de la banda In Hearts Wake.
El hermano menor de Winston McCall, Oscar McCall, es el vocalista de la banda de metalcore, 50 Lions. En febrero-marzo, 2008 Parkway Drive actuó en Surf Rats Tour of Australia's de la costa este de Australia junto el apoyo de 50 Lions.

## Discografía

### Álbumes de estudio
- 2005 - Killing With A Smile
- 2007 - Horizons
- 2010 - Deep Blue
- 2012 - Atlas
- 2015 - IRE
- 2018 - Reverence
- 2022 - Darker Still

### EP
- 2003 - I Killed the Prom Queen / Parkway Drive: Split CD
- 2004 - Don't Close Your Eyes

## Vida personal
Crecer en Byron Bay, Australia, los intereses de McCall incluyen el surf y el bodyboard. Él ha aparecido en la portada de la revista Riptide Bodyboarding Magazine. McCall tiene varios tatuajes en todo su cuerpo, incluyendo "BBHC" en su brazo izquierdo, que representa la escena de Byron Bay Hardcore era una parte de crecer con bandas y Parkway Drive. Tiene tatuajes de artistas reconocidos como Dan Smith y Rachi Brains. Es Vegetariano y vive la forma de vida Straight Edge

## Parkway Drive
Winston McCall formó Parkway Drive a finales de 2002 con Luke Kilpatrick, Jeff Ling, Ben Gordon, y el primer bajista Brett Versteeg. McCall ha escrito letras en todas las canciones, y ha sido el vocalista desde el comienzo de la banda.